# Castor et Pollux (tragédie lyrique)
Pour les articles homonymes, voir Castor et Pollux (homonymie).
Castor et Pollux est une tragédie lyrique de Jean-Philippe Rameau, créée le 24 octobre 1737 par l'Académie royale de musique dans son théâtre du Palais-Royal à Paris. Le livret, de Gentil-Bernard, fit sa réputation de poète de salon. C'est le troisième opéra de Rameau et le deuxième portant l'appellation de tragédie en musique (si on écarte sa tragédie, non aboutie et perdue, Samson). Rameau remania largement la partition qui fut recréée en 1754 avec de nombreux ajouts, coupures et modifications. Les experts sont partagés quant à la supériorité de l'une des deux versions sur l'autre, mais Castor et Pollux a toujours été considéré comme l'un des plus beaux chefs-d'œuvre de Rameau.

## Genèse de l'œuvre

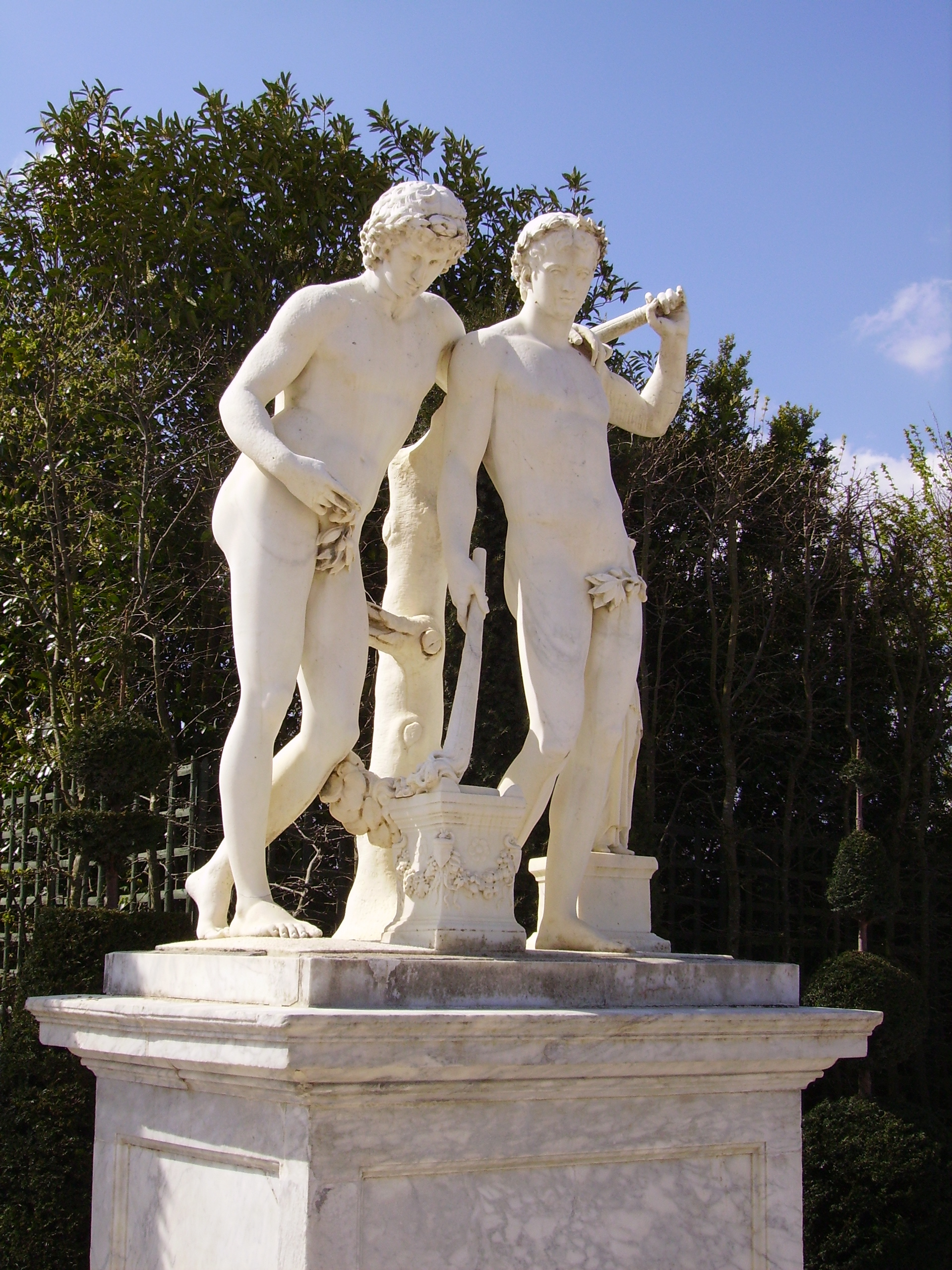
Castor et Pollux, demi-lune du Parterre de Latone, Antoine Coysevox.

Le mythe de Castor et Pollux avait été utilisé en 1708 par Antoine Danchet dans une tragédie (Les Tyndarides) dont l'argument est différent du livret de Gentil-Bernard.
Charles Dill estime que Rameau composa la version de 1737 juste après avoir travaillé avec Voltaire sur l'opéra Samson (qui resta inachevé), en restant dans l'esthétique voltairienne. Par exemple, Voltaire s'intéressait plus à la musique qu'à l'action d'un opéra, et privilégiait les tableaux pour exprimer l'émotion, ce qu'on retrouve dans le premier acte de la version de 1737 : l'action s'ouvre sur la tombe de Castor où un chœur de Spartiates chante "Que tout gémisse", et continue avec un récitatif entre Phébé et Télaïre qui lamente la perte de son amant Castor, culminant avec l'air de Télaïre "Tristes apprêts". Dill souligne le contraste avec la version de 1754 qui met bien plus en scène l'amour de Télaïre pour Castor, dont la mort ne survient qu'à la fin de l'acte (les évènements de l'acte I de la version de 1737 étant déplacés à l'acte II). Dill oppose l'action des deux versions : en 1737 le ressort principal est le dilemme moral de Pollux qui doit choisir entre l'amour et le devoir. Bien sûr, plutôt que de chercher l'amour de Télaïre, il préfère finalement sauver son frère. Dans la version 1754 au contraire, l'action est centrée sur les épreuves que doit subir Pollux : tuer Lyncée, convaincre Jupiter de le laisser entreprendre son voyage aux Enfers, et persuader Castor de refuser l'immortalité.
Certains experts comme Cuthbert Girdlestone, Paul-Marie Masson et Graham Sadler considèrent la deuxième version comme supérieure, mais Dill estime que le remaniement a lieu à un moment très différent de la carrière de Rameau : en 1737, il teste les limites de la tragédie lyrique tandis qu'en 1754 il a exploré des genres liés au ballet et dans lesquels il a composé des morceaux qui firent une vive impression sur le public. Dill avance donc de possibles raisons commerciales aux changements esthétiques de 1754. En effet, la deuxième version est plus conforme à l'esthétique de Lully. Il s'oppose donc à ceux qui estiment que la version révisée est la plus innovante, et pour lui la version initiale est en réalité plus audacieuse.

## Création et réception
Quand Rameau écrit son premier opéra Hippolyte et Aricie, l'œuvre de Lully est réputée inégalable, et les critiques conservateurs voient les innovations radicales de Rameau comme une attaque contre le "père de l'opéra français". Cette controverse fait toujours rage quand Castor et Pollux est créé en 1737, et la bataille entre les "lullistes" et les "rameauneurs" assure un important retentissement à la première de Castor.
Pourtant, Rameau conserve la structure dramatique de la tragédie lyrique telle que définie par Lully, en cinq actes et composée des mouvements classiques (ouverture, récitatif, air, chœur et suite de danses) ; il élargit simplement la palette expressive de l'opéra français. Ces nouveaux idiomes musicaux furent appréciés par certains, mais rejetés par les auditeurs plus conservateurs. Diderot, qui soutint Rameau pendant un temps remarquait "Le vieux [Lully] est simple, naturel, uni, trop uni quelquefois, et c'est sa faute. Le jeune [Rameau] est singulier, brillant, composé, savant, trop savant quelquefois : mais c'est peut-être la faute de son auditeur". À l'inverse, les lullistes trouvent le nouveau langage de Rameau bien plus expressif que celui de Lully, italianisant et indigne du goût français. Par exemple, les récitatifs de Rameau utilisent d'amples sauts mélodiques et contrastent avec le style plus déclamatoire et l'expression contenue de Lully. On l'entend clairement par exemple dans le premier récitatif entre Phébé et sa servante Cléone (acte I, scène 1 de la version de 1754). Rameau enrichit également le vocabulaire harmonique en utilisant notamment des accords de neuvième. Son style plus exigeant vocalement provoqua la remarque, attribuée à Rameau lui-même, que pour les opéras de Lully il faut des acteurs, alors que pour les siens, il faut des chanteurs. Avec le temps, ces nouveautés furent de mieux en mieux acceptées par le public français.
En l'occurrence, Castor et Pollux fut un succès. Il connut vingt représentations fin 1737 mais ne fut ensuite plus joué jusqu'à la révision de 1754, qui fut donnée trente fois, puis dix l'année suivante. Graham Sadler écrit que "ce fut [...] Castor et Pollux qui fut considéré comme le chef-d'œuvre de Rameau, en tous cas à partir de sa première révision en 1754".
D'autres recréations suivirent en 1764, 1765, 1772, 1773, 1778, 1779 et 1780 portant le nombre de représentations à 254 entre 1737 et 1785 : Castor et Pollux eut au XVIIIe siècle la plus longue carrière des œuvres de Rameau. Le goût pour les opéras de Rameau ne survécut pas à la Révolution, mais des extraits de Castor et Pollux étaient toujours donnés à Paris en 1792. Au XIXe siècle, cet opéra échappa à l'obscurité où le reste de l'œuvre de Rameau avait sombré ; Berlioz mentionna l'air Tristes apprêts avec admiration.
La première recréation moderne (en concert) eut lieu à la Schola Cantorum de Paris en 1903, en présence notamment de Claude Debussy ; l'œuvre fut enfin recréée à la scène en 1908 sous la direction de Charles Bordes à Montpellier.

## Distribution
| Rôle    | Tessiture    |
| ------- | ------------ |
| Castor  | haute-contre |
| Pollux  | basse        |
| Télaïre | soprano      |
| Jupiter | basse        |
| Phébé   | soprano      |
| Vénus   | soprano      |
| Mars    | basse        |
| Minerve | soprano      |

## Résumé de l'œuvre
L'argument est celui de la version initiale.

### Prologue
Le prologue allégorique n'a aucun rapport avec le reste de l'argument. Il célèbre la fin de la guerre de succession de Pologne, où la France était impliquée. Dans le prologue, Vénus, déesse de l'amour, soumet Mars, dieu de la guerre, avec l'aide de Minerve. Ce prologue disparait dans la version de 1754.

### Acte I
Castor et Pollux sont des héros célèbres de la mythologie. Bien qu'ils soient frères, Pollux est immortel mais Castor est mortel. Tous deux sont amoureux de Télaïre, qui n'aime que Castor. Les jumeaux ont combattu contre un roi ennemi, Lyncée, mais pendant cette guerre Castor a été tué. L'opéra s'ouvre sur sa cérémonie funèbre. Télaïre exprime sa douleur à son amie Phébé dans le mouvement "Tristes apprêts", l'un des plus célèbres airs de Rameau. Pollux et son groupe de guerriers spartes interrompent les funérailles en apportant le corps du roi Lyncée, tué en représailles. Pollux confesse son amour à Télaïre, qui évite de lui donner une réponse et lui demande d'aller supplier son père Jupiter, roi des dieux, de ramener Castor à la vie.
Dans la scène 1, un chœur de Spartiates chante le deuil de leur roi Castor tué par Lyncée. Le mouvement (en fa mineur) utilise comme motif un tétracorde descendant (chromatique dans ce cas, fa, mi, mi bémol, ré, ré bémol, do) associé à la lamentation depuis la complainte de la nymphe de Claudio Monteverdi. L'air "Tristes apprêts" de Télaïre dans la scène 3 ne contient pas le tétracorde, mais Cuthbert Girdlestone le considère quand même comme une lamentation. Il s'agit d'un aria da capo, dont la partie B est comme un récitatif et qui culmine sur une partie pour basson obligé et un éclat sonore du registre aigu sur le mot "Non !". La marche de l'entrée de Pollux et des Spartiates a un caractère martial. Avec le corps de Lyncée à ses pieds, Pollux proclame son frère vengé et le chœur entonne en dansant le chant "Que l'enfer applaudisse à ce nouveau revers !/Qu'une ombre plaintive en jouisse/le cri de la vengeance est le chant des Enfers". Le deuxième air des Spartiates en est en do majeur, ce qui permet une partie pour trompette obligée (avant les instruments à pistons, les trompettes naturelles étaient en do ou ré majeur) qui lui donne une sonorité toute militaire. L'acte se termine sur un long récitatif où Pollux professe son amour pour Télaïre.

### Acte II
Pollux exprime ses émotions contradictoires dans l'air Nature, amour, qui partagez mon cœur. S'il fait ce que Télaïre lui commande et convainc Jupiter de rendre la vie à son frère, il sait qu'il perd toute chance de l'épouser, mais il consent finalement à lui obéir. Jupiter descend des cieux et Pollux le supplie de ranimer Castor, mais Jupiter répond qu'il ne peut changer les lois du destin. Le seul moyen de sauver Castor serait que Pollux prenne sa place parmi les morts. Pollux, convaincu qu'il ne gagnera jamais l'amour de Télaïre, décide d'aller aux Enfers. Jupiter tente de l'en dissuader par un ballet de Plaisirs célestes mené par Hébé, déesse de la jeunesse, mais Pollux est résolu.

### Acte III
Le décor montre l'entrée des Enfers, gardée par des monstres et des démons. Phébé rassemble les Spartiates pour empêcher Pollux de passer la porte du royaume souterrain. Pollux refuse de se laisser convaincre, même quand Phébé lui déclare son amour. Quand Télaïre survient, Phébé voit la passion de Pollux pour elle et se rend compte que jamais son amour ne sera réciproque. Elle ordonne alors aux démons d'empêcher Pollux d'entrer (Sortez, sortez d'esclavage/Combattez, Démons furieux). Pollux combat les démons avec l'aide du dieu Mercure et descend dans l'Hadès.

### Acte IV
La scène montre les Champs-Élysées dans les Enfers. Castor chante l'air Séjours de l'éternelle paix : la beauté du lieu ne peut le consoler de la perte de Télaïre, pas plus qu'un chœur d'Ombres heureuses. Il est stupéfait de voir son frère Pollux, qui lui explique son sacrifice. Castor répond qu'il ne saisira cette chance de revisiter le séjour des vivants que pour un jour, afin de revoir Télaïre une dernière fois.

### Acte V
Castor retourne à Sparte. Quand Phébé le voit, elle pense que Pollux est réellement mort et se suicide pour le rejoindre aux Enfers, mais Castor explique à Télaïre qu'il n'est vivant avec elle que pour un seul jour. Celle-ci l'accuse amèrement de ne l'avoir jamais aimée. Un deus ex machina survient alors quand Jupiter descend du ciel et résout le dilemme en déclarant que Castor et Pollux seront tous deux immortels. L'opéra se termine par la fête de l'univers dans laquelle les étoiles, les planètes et le soleil célèbrent la décision du dieu et les frères sont accueillis dans le Zodiaque où ils forment la constellation des Gémeaux.

## La révision de 1754
Le prologue est entièrement supprimé : son sujet politique n'était plus d'actualité et la mode des opéras à prologues s'était éteinte. L'œuvre ne s'ouvre plus sur les funérailles de Castor mais par un nouvel acte I qui explique le contexte de l'histoire : Télaïre aime Castor mais elle est promise à Pollux, qui accepte pourtant de renoncer à elle quand il apprend cet amour. Malheureusement, les célébrations du mariage sont violemment interrompues par Lyncée, et Castor est tué dans la bataille. Les actes III et IV sont fusionnés et l'œuvre entière est raccourcie en supprimant de grands passages dans les récitatifs.

## Enregistrements
Version de 1737 :
- Concentus Musicus Wien, Nikolaus Harnoncourt (Teldec, enregistré en 1972)[16]
- Les Arts florissants, William Christie (Harmonia Mundi, 1993)[17]

Version de 1754 :
- English Bach Festival Singers and Orchestra, Farncombe (Erato, 1982)[18]
- Aradia Ensemble ; Chœur Opéras en concert, Kevin Mallon (Naxos, 2004)[19]
- Les Talens Lyriques, Chœur du Nederlandse Opera, Christophe Rousset (Opus Arte, 2008)[20]
- Ensemble Pygmalion, Raphaël Pichon (Harmonia Mundi, 2012)